# Assen
Assen és una ciutat i un municipi del nord de la província de Drenthe, als Països Baixos, de la qual és capital. L'1 de juliol del 2024 tenia 69.701 habitants repartits a 89 km². És coneguda especialment pel circuit de motociclisme, on se celebra anualment el Dutch TT ("Tourist Trophy" neerlandès), o Gran Premi dels Països Baixos, puntuable per al Campionat del Món de motociclisme de velocitat.

## Centres de població
Anreep, Assen, De Haar, Graswijk, Loon, Rhee, Schieven, Ter Aard, Ubbena, Vries, Witten, Zeijen, Zeijerveen, Zeijerveld.

## Agermanaments
- Poznań[3]

## Resultats electorals
Des del 12 de setembre del 2014, l'alcalde del municipi és Marco Out, exmilitant del VVD. Els 33 membres del consistori municipal són, des del 2022:
| Partit           | Regidors |
| ---------------- | -------- |
| Stadspartij PLOP | 5        |
| ChristenUnie     | 5        |
| Assen Centraal   | 5        |
| PvdA             | 3        |
| VVD              | 3        |
| GroenLinks       | 3        |
| D66              | 3        |
| CDA              | 2        |
| SP               | 2        |
| 50PLUS           | 2        |

## Galeria d'imatges

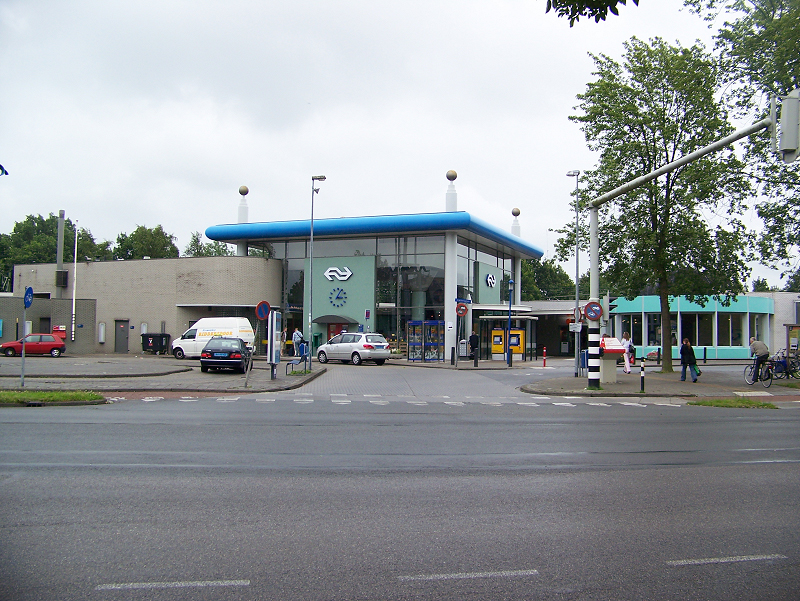
Estació
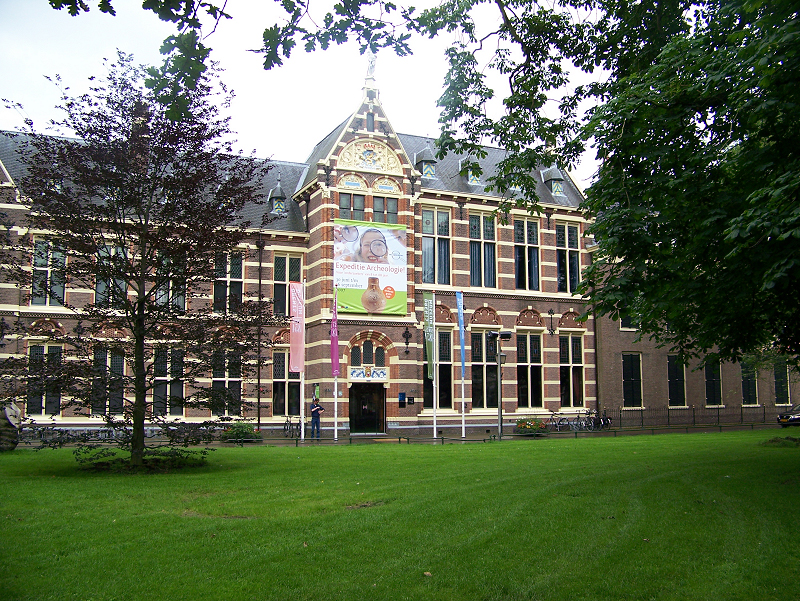
Museu de Drenthe
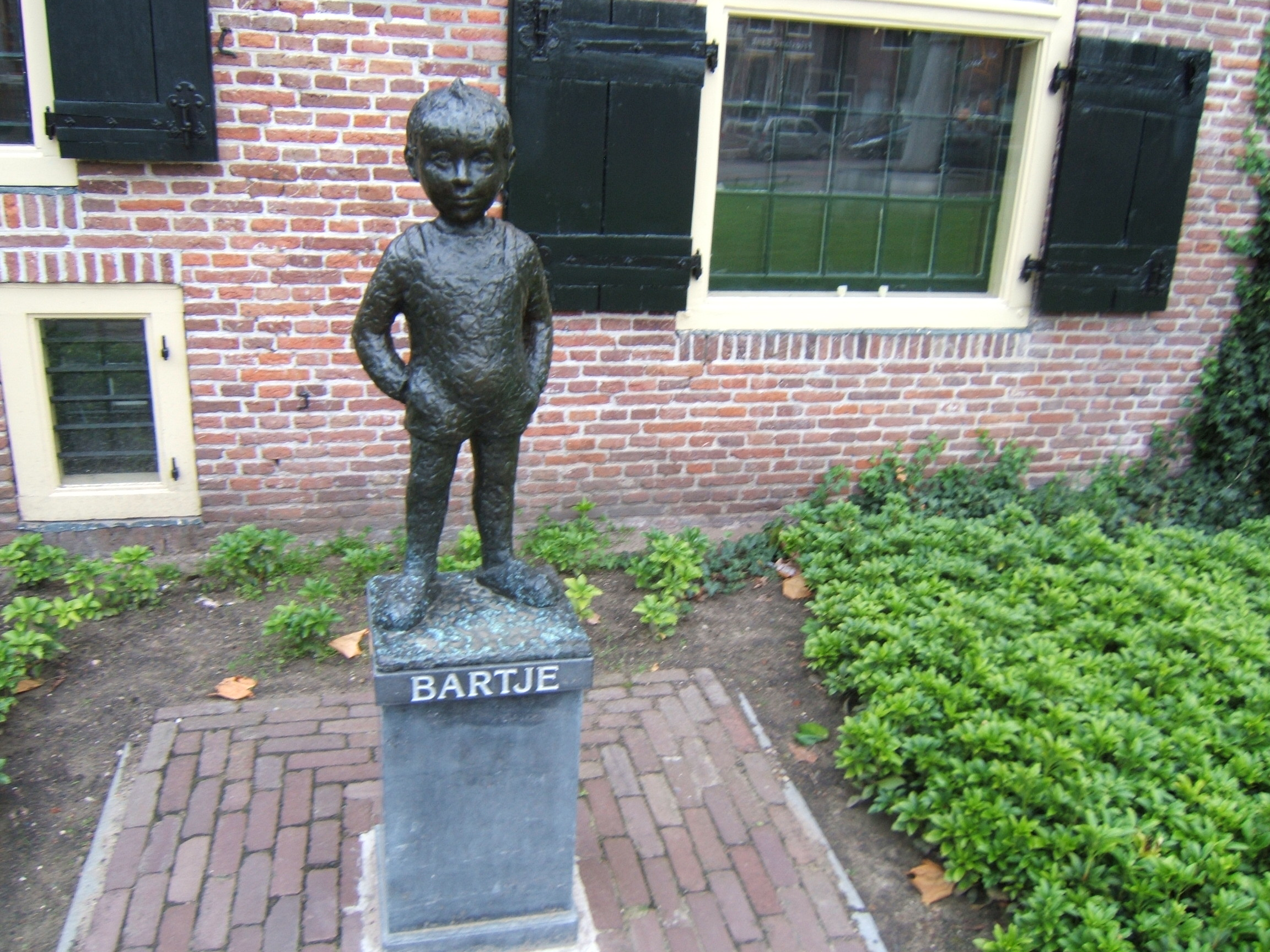
Estàtua de Bartje